# Хучитепек
Хучитепек (исп. Juchitepec) — муниципалитет в Мексике, штат Мехико, с административным центром в городе Хучитепек-де-Мариано-Ривапаласио. Численность населения, по данным переписи 2010 года, составила 23497 человек.

## Общие сведения
Название Juchitepec с языка науатль можно перевести как — горные цветы.
Площадь муниципалитета равна 141 км², что составляет 0,63 % от площади штата. Он граничит с другими муниципалитетами штата Мехико: на севере с Чалько и Тенанго-дель-Айре, на западе с Аяпанго, Амекамекой, Осумбой и Тепетлиспой, а также с другими штатами Мексики — на юге с Морелосом, 
и на западе со столичным Федеральным округом.

## Учреждение и состав
После нескольких административных реформ — разъединений и объединений в 1899 году, жители Хучитепека на стояли на образовании собственного муниципалитета, в его состав входят 23 населённых пункта, самые крупные из которых:
| Код INEGI | Населённый пункт                                                                                   | Численность населения (2005 год) | Численность населения (2010 год) |
| 050       | Всего                                                                                              | 21017                            | 23497                            |
| 0001      | Хучитепек-де-Мариано-Ривапаласио (исп. Juchitepec de Mariano Rivapalacio) (административный центр) | 14487                            | 16021                            |
| 0002      | Сан-Матиас-Куихинго (исп. San Matías Cuijingo)                                                     | 5736                             | 6263                             |
| 0037      | Камино-А-ла-Мина (исп. Camino A la Mina)                                                           | 176                              | 287                              |
| 0050      | Колония Техахаль (исп. Colonia Techachal)                                                          | 98                               | 157                              |
| 0019      | Баррио-Санта-Роса-де-Лима (исп. Barrio Santa Rosa de Lima)                                         | 64                               | 122                              |
| 0040      | Ла-Лома (исп. La Loma)                                                                             | 75                               | 122                              |
| 0025      | Ла-Гарита (исп. La Garita)                                                                         | 57                               | 114                              |

## Экономическая деятельность
Работоспособное население занято по секторам экономики в следующих пропорциях: сельское хозяйство и рыболовство — 39,3 %, добывающая промышленность, производство и строительство — 25,5 %, сфера услуг и туризма — 32,7 %.

## Инфраструктура
По статистическим данным 2010 года, инфраструктура развита следующим образом:
- электрификация: 99,3 %;
- водоснабжение: 96,4 %;
- водоотведение: 95,2 %.

## Туризм
Места, привлекающие туристов:
- католическая церковь, построенная францисканцами в 1531 году в честь Святого Доминика;
- несколько исторических асьенд.